# Molophilus (Molophilus) oligacanthus
Molophilus (Molophilus) oligacanthus is een tweevleugelige uit de familie steltmuggen (Limoniidae). De soort komt voor in het Nearctisch gebied.